# António Aurélio Gonçalves
Pour les articles homonymes, voir Gonçalves.
António Aurélio Gonçalves – connu sous le nom de Nhô Roque –, né le 25 septembre 1901 à Mindelo (île de São Vicente) et mort le 30 septembre 1984 dans la même ville, est un écrivain, critique, historien et enseignant cap-verdien. Il s'inscrit dans la mouvance du renouveau politique et littéraire né dans les années 1930 autour de la revue Claridade. Les personnages féminins occupent une place centrale dans son œuvre.
La courte nouvelle Noite de vento (1951) a donné son nom à un recueil de textes publié en 1985 et traduit en français sous le titre Nuit de vent (1996).

## Hommages
Une rue de Mindelo ainsi qu'un institut de formation de Praia (IFAAG) portent son nom.
Les Postes du Cap-Vert ont émis un timbre à l'effigie d'António Aurélio Gonçalves.

## Œuvres
- Aspecto da Ironia de Eça de Queiroz, essai, 1937
- Recaída, ou Aurelio Recaída; 1947; re-impression: 1993; Editora Vega
- Terra da Promissão reimpression: 2002, Lisbonne, Editions Caminho; avec un préface par Arnaldo França[4]
- Noite de Vento (Nuits de vent), 1951: 2e edition: Praia, 1985; avec un préface par Arnaldo França
- Prodiga, 1956
- Historia do Tempo Antigo, (Histoire du Temps Ancienne), 1960
- Virgens Loucas, 1971
- Biluca, 1977
- Miragem (Mirages), 1978